# Guillem de Nassau-Dillenburg
Guillem de Nassau-Dillenburg, anomenat Guillem el Ric (Dillenburg, 10 d'abril de 1487 - Dillenburg, 6 d'octubre de 1559), va ser comte de Nassau-Dillenburg, de la Casa de Nassau.

## Biografia
Era el fill menor de Joan V de Nassau-Dillenburg i Elisabet de Hesse (filla del landgravi Enric III d'Hesse-Marburg i Anna de Katzenelnbogen). Guillem va ser germà del comte Enric III de Nassau-Breda i pare de Guillem I d'Orange-Nassau, a qui va deixar en herència el principat d'Orange. És antecessor de la família reial holandesa per la branca del seu primogènit Guillem.
Guillem de Nassau-Dillenburg va contreure matrimoni dues vegades. El 29 d'octubre de 1506 es va casar amb la comtessa Walburga d'Egmond (1490-1529). Van tenir dues filles, Elisabet (1515-1523) i Magdalena (1522-1567), casada el 1538 amb el comte Hermann de Neuenahr i Mörs.
El 20 de setembre de 1531 es va casar en segones noces amb Juliana de Stolberg (1506-1580). D'aquesta unió va tenir dotze fills: 
- Guillem I d'Orange-Nassau (1533-1584), estatúder dels Països Baixos, casat amb Anna d'Egmond, Anna de Saxònia, Carlota de Borbó-Montpensier i Lluïsa de Coligny;
- Germana (1534), morta en la infància;
- Joan VI de Nassau-Dillenburg (1536-1606), casat amb Elisabet de Leuchtenberg;
- Lluís de Nassau (1538-1574), abatut a la batalla de Mook;
- Maria de Nassau (1539-1599), casada amb Guillem IV, comte de Berg (no confondre amb Maria de Nassau (1556-1616), filla de Guillem I d'Orange-Nassau)
- Adolf de Nassau (1540-1568);
- Anna de Nassau (1541-1616), casada amb Albert, comte de Nassau-Saarbrücken;
- Elisabet de Nassau (1542-1603), casada amb Conrad, comte de Solms-Braunfels;
- Caterina de Nassau (1543-1624), casada amb Günther, 41è comte de Schwarzburg-Arnstadt;
- Juliana de Nassau (1546-1588), casada amb Albert, 7ècomte de Schwarzburg-Rudolstadt;
- Magdalena de Nassau (1547-1633), casada amb Wolfgang, comte de Hohenlohe-Weickersheim;
- Enric de Nassau (1550-1574,) abatut en la batalla de Mook.